# Assaka

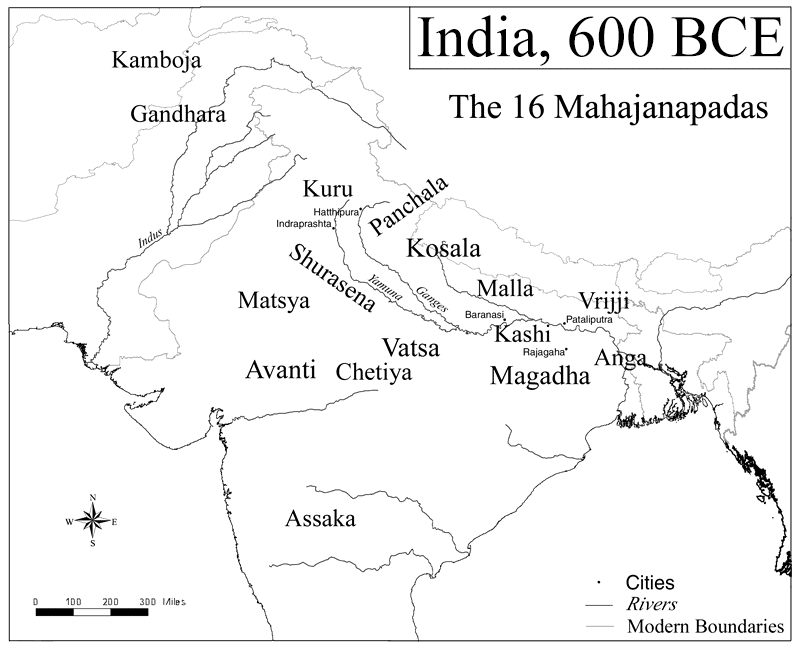
Il mahajanapada di Assaka.

Assaka (anche Ashmaka), fu uno dei solasa (sedici) Mahajanapada dell'India antica (700-300 a.C.) menzionati nel testo buddista Anguttara Nikaya. 
Assaka era situato sulle rive del fiume Godavari. La sua capitale fu Potali (Potana o Podaná), localizzata nella regione dell'odierno tehsil di Nandura. Fu l'unico mahajanapada situato a sud della catena dei monti Vindhya. Il testo buddista Mahagovinda Suttanta fa menzione di un regnante di Assaka, Brahmadatta, che governò da Potana.
In epoca successiva, su questo territorio si sviluppò l'Impero della Dinastia Rashtrakuta, nel moderno Stato indiano del Maharashtra. 

## Storia
L'estensione territoriale dell'Assaka comprendeva le terre odierne del Telangana e del Maharashtra.